# Episodi di SpongeBob (quarta stagione)
La quarta stagione di SpongeBob è stata trasmessa negli USA dal 6 maggio 2005 al 10 novembre 2006 e consiste in 20 episodi, a loro volta suddivisi in 2 mini-episodi della durata di circa 10 minuti. L'episodio L'Isola del karate contiene nel finale una dedica alla memoria di Pat Morita, il quale era morto mesi dopo aver prestato voce al personaggio Udon nel 2005.
In Italia è stata trasmessa in prima visione assoluta dall'11 settembre al 19 dicembre 2006 su Nickelodeon, in chiaro è stata trasmessa su Italia 1.
| nº | Titolo originale                                    | Titolo italiano                                | Prima TV USA      | Prima TV Italia   |
| -- | --------------------------------------------------- | ---------------------------------------------- | ----------------- | ----------------- |
| 1  | Fear of a Krabby Patty                              | Paura in cucina                                | 6 maggio 2005     | 11 settembre 2006 |
| 1  | Shell of a Man                                      | Marinaio senza guscio                          | 6 maggio 2005     | 12 settembre 2006 |
| 2  | The Lost Mattress                                   | Il materasso perduto                           | 13 maggio 2005    | 13 settembre 2006 |
| 2  | Krabs vs. Plankton                                  | Kreb contro Plankton                           | 13 maggio 2005    | 14 settembre 2006 |
| 3  | Have You Seen This Snail?                           | Cercasi Gary disperatamente                    | 11 novembre 2005  | 15 settembre 2006 |
| 3  | Have You Seen This Snail?                           | Cercasi Gary disperatamente                    | 11 novembre 2005  | 18 settembre 2006 |
| 4  | Skill Crane                                         | Voglia di vincere                              | 20 maggio 2005    | 19 settembre 2006 |
| 4  | Good Neighbors                                      | Squiddi e il buon vicinato                     | 20 maggio 2005    | 20 settembre 2006 |
| 5  | Selling Out                                         | Vendesi ristorante                             | 23 settembre 2005 | 21 settembre 2006 |
| 5  | Funny Pants                                         | Risate a crepapelle                            | 23 settembre 2005 | 22 settembre 2006 |
| 6  | Dunces & Dragons                                    | Sfide medievali                                | 20 febbraio 2006  | 25 settembre 2006 |
| 6  | Dunces & Dragons                                    | Sfide medievali                                | 20 febbraio 2006  | 26 settembre 2006 |
| 7  | Enemy In-Law                                        | Nemico in famiglia                             | 7 ottobre 2005    | 27 settembre 2006 |
| 7  | Mermaid Man and Barnacle Boy VI: The Motion Picture | Le avventure di Waterman & Supervista: il film | 7 ottobre 2005    | 28 settembre 2006 |
| 8  | Patrick SmartPants                                  | Amicizia senza cervello                        | 21 ottobre 2005   | 29 settembre 2006 |
| 8  | SquidBob TentaclePants                              | Spugna tentacolare                             | 21 ottobre 2005   | 2 ottobre 2006    |
| 9  | Krusty Towers                                       | Albergo a cinque stelle                        | 1º aprile 2006    | 3 ottobre 2006    |
| 9  | Mrs. Puff, You're Fired                             | Lei è licenziata                               | 1º aprile 2006    | 4 ottobre 2006    |
| 10 | Chimps Ahoy                                         | Invenzione salva fondi                         | 5 maggio 2006     | 5 ottobre 2006    |
| 10 | Ghost Host                                          | L'ospite fantasma                              | 5 maggio 2006     | 6 ottobre 2006    |
| 11 | Whale of a Birthday                                 | Il compleanno di Perla                         | 12 maggio 2006    | 9 ottobre 2006    |
| 11 | Karate Island                                       | L'Isola del karate                             | 12 maggio 2006    | 10 ottobre 2006   |
| 12 | All That Glitters                                   | Non è tutto oro quel che luccica               | 2 giugno 2006     | 11 ottobre 2006   |
| 12 | Wishing You Well                                    | Il pozzo dei desideri                          | 2 giugno 2006     | 12 ottobre 2006   |
| 13 | New Leaf                                            | La svolta                                      | 30 settembre 2006 | 13 ottobre 2006   |
| 13 | Once Bitten                                         | Il morbo della lumaca pazza                    | 30 settembre 2006 | 16 ottobre 2006   |
| 14 | Bummer Vacation                                     | Una vacanza orribile                           | 17 dicembre 2006  | 17 ottobre 2006   |
| 14 | Wigstruck                                           | La moda delle parrucche                        | 17 dicembre 2006  | 18 ottobre 2006   |
| 15 | Squidtastic Voyage                                  | Viaggio all'interno di Squiddi                 | 1º dicembre 2006  | 19 ottobre 2006   |
| 15 | That's No Lady                                      | Un grosso equivoco                             | 1º dicembre 2006  | 20 ottobre 2006   |
| 16 | The Thing                                           | Lo scherzo della natura                        | 15 gennaio 2007   | 5 dicembre 2006   |
| 16 | Hocus Pocus                                         | Abra cadabra                                   | 15 gennaio 2007   | 6 dicembre 2006   |
| 17 | Driven to Tears                                     | La patente della discordia                     | 19 febbraio 2007  | 7 dicembre 2006   |
| 17 | Rule of Dumb                                        | Re per un giorno                               | 19 febbraio 2007  | 11 dicembre 2006  |
| 18 | Born to Be Wild                                     | Nati per essere selvaggi                       | 31 marzo 2007     | 12 dicembre 2006  |
| 18 | Best Frenemies                                      | Nemici amici                                   | 31 marzo 2007     | 13 dicembre 2006  |
| 19 | The Pink Purloiner                                  | Il furto del retino per meduse                 | 15 ottobre 2007   | 14 dicembre 2006  |
| 19 | Squid Wood                                          | Squiddi in miniatura                           | 15 ottobre 2007   | 15 dicembre 2006  |
| 20 | Best Day Ever                                       | Il più bel giorno della mia vita               | 8 gennaio 2007    | 18 dicembre 2006  |
| 20 | The Gift of Gum                                     | La festa del miglior amico                     | 8 gennaio 2007    | 19 dicembre 2006  |

## Paura in cucina
Plankton apre il Chum Bucket 23 ore, ma è un trucco per indurre Mr. Krab ad aprire il Krusty Krab 24 ore su 24 in modo che, facendo lavorare SpongeBob e Squiddi senza pause per tanti giorni di fila, siano stanchi morti e gli rivelino la ricetta del Krabby Patty. SpongeBob, dopo aver lavorato ininterrottamente per 43 giorni di fila, ha le allucinazioni dettate dalla stanchezza e inizia a vedere ovunque Krabby Patty mostruosi che vogliono divorarlo. Decide dunque di andare nello studio del dottor Peter Lankton, che in realtà è Plankton, per farsi curare. Il batterio cerca di farsi dire da SpongeBob la formula del Krabby Patty, ma senza successo, e ogni volta riceve addosso un pianoforte. Con il suo ultimo tentativo, Plankton riesce a far addormentare SpongeBob, e la spugna sogna di ritrovarsi davanti a un Krabby Patty gigante che, invece di mangiarlo, gli dà un biscotto e un bicchiere di latte al cioccolato. SpongeBob supera in questo modo la paura verso i Krabby Patty e torna al Krusty Krab, dove Mr. Krab annuncia che i turni saranno "solo" di 23 ore.

## Marinaio senza guscio
Mr. Krab chiama in segreto SpongeBob per comunicargli che parteciperà ad un raduno con i suoi ex commilitoni della marina. Sfortunatamente in quel momento, dovendo fare la muta, non riesce più a stare nel suo guscio, mostrandosi con un aspetto rosato molliccio e vulnerabile. Per non sfigurare con i suoi commilitoni, Krab decide di delegare SpongeBob ad andare al posto suo fingendo di essere lui entrando nel guscio staccato. SpongeBob finisce però per far fare una serie di figuracce al suo capo, così egli ammette quello che gli è successo, e tutti i suoi commilitoni rivelano che avevano dei segreti anche loro, così ha ottenuto quello che pensava.

## Il materasso perduto
Cercando di raccogliere da terra le chiavi del Krusty Krab, Mr. Krab si spezza quasi la schiena a causa dell'insonnia dovuta al suo materasso scomodo. SpongeBob e Patrick decidono quindi di andare in un negozio per acquistare un nuovo materasso a Mr. Krab. Tornati al Krusty Krab, i due scrivono un biglietto a Mr. Krab da accompagnare al regalo; Squiddi dice di aver firmato per tutti, ma in realtà ha firmato solo lui. Quella sera, Mr. Krab afferma che il materasso è comodo; SpongeBob, Patrick e Squiddi gli rivelano che il motivo per cui è stato bene durante la notte è dovuto al regalo. Mr. Krab sviene e i tre scoprono che nel vecchio materasso era nascosta una parte consistente dei suoi soldi. Così il granchio viene ricoverato all'ospedale, dove un poliziotto si accorge che sul biglietto c'è firmato solo "Squiddi", obbligando quest'ultimo a recuperare il vecchio materasso. Patrick, SpongeBob e Squiddi vanno in discarica per recuperare il vecchio materasso, che ora è sotto un verme che fa la guardia, ma non hanno successo. Intanto all'ospedale i medici si accorgono che Mr. Krab non ha i soldi per pagare e lo spingono fuori dall'edificio. Il granchio arriva vicino alla discarica e, sentendo l'odore del suo materasso pieno di soldi, manda via il verme e si riprende il suo materasso. Tuttavia, butta il verme nelle mani di Squiddi, che scappa via spaventato.

## Krab contro Plankton
Plankton, intrufolandosi di nascosto al Krusty Krab, scivola sul pavimento bagnato e decide di querelare Mr. Krab poiché non c'era il cartello di "pavimento bagnato". Krab assolda quindi un avvocato per testimoniare in sua difesa, ma scivola anche lui sul pavimento, così a testimoniare in suo favore c'è SpongeBob. Mentre la spugna difende strenuamente il capo, Plankton cerca di far impietosire i testimoni commuovendoli con storie tanto toccanti quanto infondate. Infine SpongeBob riesce a incastrare Plankton facendo leva sullo scopo della visita al ristorante: rubare la ricetta dei Krabby Patty. Il giudice annuncia il suo verdetto: "non colpevole, ma tirchio". SpongeBob costruisce inoltre un cartello di "pavimento bagnato", che a Mr. Krab, visto che è gratis, piace.

## Cercasi Gary disperatamente
SpongeBob riceve un pacco con dentro una pallina con la racchetta di Waterman & Supervista e "raccoglie la sfida di Dirty Bubble". SpongeBob rimane tuttavia così impegnato a battere il record dell'avversario, che non presta attenzione a Gary, che ha davvero bisogno di mangiare. Sentendosi ignorato, Gary se ne va di casa, imbattendosi in una vecchina che, scambiando Gary per la sua lumaca domestica, Miss Toffee, se lo porta con sé, lo nutre amorevolmente e passa il tempo con lui. Nel frattempo, SpongeBob si accorge della fuga di Gary e, insieme a Patrick, si mette a cercarlo disperatamente, arrivando persino ad attuare misure estreme, come distribuire manifesti in tutta la città. A casa della vecchina, Gary ben presto si accorge che lei lo sta nutrendo anche troppo e, notando gusci rotti e vuoti di altre lumache, capisce che sta per morire di sovralimentazione. Quindi Gary scappa e, dopo aver seminato la vecchia, ritorna da SpongeBob, che impazzisce di gioia nel rivederlo. Con la promessa che sarà un padrone migliore nei suoi confronti, lo porta a casa per dargli da mangiare, inconsapevole del pericolo che stava per correre.

## Voglia di vincere
Mr. Krab installa un claw crane nel Krusty Krab per arricchirsi con i soldi che verranno inseriti. Squiddi, vedendo con invidia SpongeBob accaparrarsi molti dei pupazzi in palio, le prova tutte per vincere il gioco, ma senza successo. Quando finalmente riesce a vincere un peluche, Squiddi si monta la testa, proclamandosi un "vincitore"; iniziando a pilotare una gru da muratore, ne perde il controllo e va a schiantarsi contro il Krusty Krab. I muratori, infuriati, assalgono Squiddi, e SpongeBob tenta invano di salvarlo.

## Squiddi e il buon vicinato
È domenica mattina, e Squiddi già sbraita perché SpongeBob fa rumore, anche se voleva solo consegnargli il giornale come "gesto di buon vicinato". A tal proposito, SpongeBob fonda con Patrick la "loggia del buon vicinato" e proclamano Squiddi loro "presidente", facendo di tutto per lui. Tuttavia i due combinano dei guai, facendo infuriare Squiddi, che li scaccia di casa urlando loro che non sono affatto ottimi vicini e di smetterla di chiamarlo "presidente". Il polpo, leggendo il giornale che gli ha portato SpongeBob, trova un annuncio che parla di un sistema per disfarsi di intrusi, così lo installa in casa per allontanare SpongeBob e Patrick, i quali tuttavia entrano con una "torta delle scuse", che finisce dritta sul sistema, mandandolo in tilt. La casa di Squiddi è fuori controllo e si mette a radere al suolo Bikini Bottom, finché SpongeBob non disattiva il sistema premendo un pulsante. Squiddi, rientrato in casa, si ritrova circondato dagli abitanti infuriati, che gli danno una notifica che lo condanna a lavorare per la comunità tutte le domeniche, per sua grandissima costernazione.

## Vendesi ristorante
Mr. Krab sta cantando il suo amore per il denaro con la canzone Cha-Ching, quando degli affaristi gli propongono una grande fortuna. Krab, al solito per gola di denaro, li accetta e lascia la gestione del Krusty Krab a un tizio vestito da secchione delle medie, che lo trasforma nel "Krabby O' Mondays", in cui tutti sembrano sorridenti e gioviali. Mr. Krab, comunque, si annoia in pensione e perciò ritorna al Krusty Krab, dove scopre che il nuovo gestore sta mandando a rotoli la reputazione del ristorante poiché i Krabby Patty vengono prodotti in serie e non a mano. Krab salva il ristorante rivelando che quei Krabby Patty sono pieni di una strana sostanza color grigiastro simile alle carrube con cui si nutrono i maiali, e così lui e i suoi dipendenti tornano alle loro vite normali.

## Risate a crepapelle
SpongeBob ride in continuazione infastidendo Squiddi, che per soluzione gli fa uno scherzo dicendogli che gli basta ancora una risata per rompere la sua "scatola della risata", cosa che costerebbe una vita senza risate per Lui che, spaventato, passa allora tutto il giorno senza ridere, ma il giorno dopo la sua risata non emette più suono. Dopo aver chiesto aiuto a Patrick, Krab e Sandy, SpongeBob si dispera e Squiddi gli rivela che era uno scherzo. Squiddi se la sghignazza, finché non gli si rompe la scatola della risata. SpongeBob, tuttavia, gli fa un trapianto dandogli parte della sua scatola della risata, e quindi Squiddi ora ride come Lui, che si rallegra di nuovo.

## Sfide medievali
SpongeBob e Patrick assistono a un combattimento in stile cavalieri del Medioevo; entrando anche loro nel combattimento, ma vengono disarcionati e catapultati nel vero Medioevo. In questa Bikini Bottom medievale, SpongeBob e Patrick sono due cavalieri erranti secondo una profezia, Squiddi è un giullare di corte, Mr. Krab è un re, Plankton è un perfido stregone e Perla è una principessa rapita da una medusa-drago e in attesa di salvezza. SpongeBob e Patrick vengono affiancati nella missione dal giullare Squiddi e, durante il cammino, incontrano il Cavaliere Nero che altri non è che Sandy che inizialmente ha intenzioni ostili nei loro confronti, ma dopo che la spugna la sconfigge in combattimento, si unirà al trio per il salvataggio della principessa Perla. Riescono a salvare la fanciulla e a sconfiggere "Planktonamor" anche grazie all'insubordinazione del suo scagnozzo, la medusa-drago. Il re Krab allora creerà il "Krabby Patty", mentre il giullare Squiddi suona il clarinetto, ma le note stonate spaventano la medusa-drago ricatapultandoli nella realtà, dove scopriranno che è stato solamente un sogno.

## Nemico in famiglia
Plankton attacca la città con un gigantesco robot, quando cattura la mamma di Mr. Krab e se ne innamora, nonostante egli sia già sposato con Karen. Krab non vuole che i due si frequentino, perché sa bene che in verità Plankton ha solo intenzione di spillarle la ricetta segreta del Krabby Patty, e il copepode poi la rivela, ma la vecchia non crede alle sue parole. Quando scoprirà poi che il figlio aveva ragione fin dall'inizio, la madre di Krab pianterà Plankton, buttandolo in malomodo fuori dal ristorante. Al suo atterraggio sarà fulminato da Karen per quello che ha fatto.

## Le avventure di Waterman & Supervista: Il film
SpongeBob e Patrick scoprono che la Drippy Bros. Studios sta girando un film su Waterman & Supervista senza i supereroi originali ma bensì ingaggiando degli attori. I due amici non ci stanno e avvertono Waterman & Supervista, che sono scioccati, dato che il film era in produzione senza il loro consenso. Su idea di Patrick, SpongeBob li riunisce assieme ai suoi amici per creare il loro film personale in concorrenza con quello della Drippy Bros. Studios. Tuttavia la produzione del film non va come sperato e SpongeBob ha un esaurimento nervoso per la frustrazione. Nonostante ciò Waterman lo incoraggia a non arrendersi e finire il film, così il cast improvvisa. Malgrado le cattive recensioni, il film è particolarmente piaciuto a SpongeBob, Patrick, Waterman e Supervista, che lo commentano felici e contenti.

## Amicizia senza cervello
SpongeBob e Patrick si divertono spensierati al campo delle meduse, quando la stella cade in un precipizio e, recuperata la sua testa, diventa un super-cervellone, prende le distanze dal suo amico, con grande costernazione, e diventa al contempo sempre più antipatico e arrogante. Patrick cerca dunque di venire a capo su quale sia stata la causa della sua separazione da SpongeBob, e scopre che è avvenuta dopo che si è rimesso la testa. Ricostruisce l'accaduto, ma stavolta, invece di rimettere quello che si scopre essere del "corallo cerebrale", rimette la sua vecchia testa, preferendo essere uno stupido piuttosto che separarsi da SpongeBob di nuovo.

## Spugna tentacolare
Squiddi deve andare a un concerto di clarinetto, sperando sia la sua occasione per brillare. Intanto SpongeBob osserva Sandy mettere a punto la sua nuova invenzione: un trasportatore molecolare, con cui vorrebbe teletrasportarsi al lavoro al Krusty Krab. In quel momento anche Squiddi è lì e si sta recando al lavoro, così i due, usciti dalla cabina, rimangono fusi insieme. I due avranno una vita difficile data la loro nuova condizione e, quella sera, chiedono a Sandy se è pronto il gadget che dovrebbe separarli, ma forse sarà pronto per dopodomani. Tuttavia al concerto, Sandy arriva con il separatore e finalmente scinde i due. Ma Squiddi ha avuto più successo quando era ancora attaccato a SpongeBob, così manomette il separatore. Dallo psicologo, Squiddi afferma che i suoi problemi "iniziarono il giorno in cui è nato", e viene rivelato che tutti i personaggi presenti nel teatro si sono fusi con il polpo poco simpatico in una terrificante poltiglia informe.

## Albergo a cinque stelle
Mr. Krab decide di trasformare il Krusty Krab in un albergo, il Krusty Tower, con il motto "ad un ospite non sarà negata neppure la richiesta più ridicola ed esagerata". Squiddi dovrà vedersela con Patrick, un cliente per nulla facile e stravagante, ma dopo potrà vendicarsi di Krab con la stessa moneta. Quando poi l'albergo crolla sotto il peso della piscina, stile crollo delle Torri Gemelle, e SpongeBob, Squiddi, Patrick e Mr. Krab vengono ricoverati in ospedale, a quest'ultimo viene l'idea di aprire un ospedale in quanto fanno guadagnare perfino di più di un albergo, anche se all'inizio non è proprio convinto.

## Lei è licenziata
SpongeBob, al corso di guida della signora Puff, è stato bocciato innumerevoli volte per via del fatto che non è uno studente "molto ricettivo": Un altro fallimento di SpongeBob potrebbe costare il posto all'insegnante. Infatti SpongeBob fallisce un'ennesima volta e la Puff viene licenziata: lei ne è felice, mentre l'allievo è avvilito per la cosa. Al suo posto arriva un istruttore squalo, Sam Roderick, che si rivela un duro sergente da caserma. L'allenamento si rivela tuttavia poco fruttuoso, poiché la spugna è ancora abituata ai suoi errori. Alcuni giorni dopo SpongeBob ha la meglio e deve superare la prova finale, che si rivelerà un vero disastro, dato che lui è abituato a guidare bene solo bendato. Investendo la casa di Patrick, la faccia di SpongeBob viene coperta dai pantaloni dell'amico e riesce a finire il test. Tuttavia il capo, Il Signor Flitz, lo vede ancora indisciplinato e riassume la signora Puff. Al pensiero di questo, la Puff si dispera.

## Invenzione salva fondi
Sandy tenta disperatamente di fare colpo sui suoi capi-scimpanzé, coloro che finanziano le sue ricerche nella biosfera sottomarina, poiché altrimenti dovrebbero tagliarle i fondi e lei dovrebbe lasciare Bikini Bottom. SpongeBob e Patrick cercano di aiutarla, e quindi inventano la "macchina-pettina-capelli-scaccola-naso-accorda-ukulele 9000". Uno dei capi, Reginald, collauda la macchina: all'inizio funziona, ma poi va in tilt e comincia a fare del male allo scimpanzé. Nonostante questo inconveniente, SpongeBob e il "signor-dottor-professor Patrick" salveranno i fondi di Sandy. Poi Patrick decide di provare la macchina lui stesso.

## L'ospite fantasma
Il vascello fantasma dell'Olandese Volante va in panne, così lo spettrale bucaniere si stabilisce a casa di SpongeBob e comincia a spaventarlo in diversi modi. Tuttavia, alla lunga ciò diventa così ripetitivo che la spugna non si spaventa più da nessuno dei suoi trucchi. L'Olandese si accorge di star perdendo colpi, ma SpongeBob lo aiuta a ritrovare fiducia in sé stesso. Sei mesi dopo, tuttavia, verrà scacciato da SpongeBob assieme agli altri fantasmi perché gli hanno messo a soqquadro la casa, e ritroverà la fiducia dopo essere riuscito a spaventare lo scettico Squiddi.

## Il compleanno di Perla
Perla sta per compiere 16 anni, ma è preoccupata: suo papà, Mr. Krab, per via della sua avarizia, le ha sempre organizzato feste misere. Quest'anno lei cerca di fare in modo che suo padre non le organizzi una festa da taccagno, ma ci metta più interesse; Krab delega quindi SpongeBob per indagare su cosa Perla vorrebbe per la festa, ma sono quasi tutte idee costose. Nel frattempo Krab organizza al Krusty Krab una festa scadente, che farà scappare via in lacrime la festeggiata. Però SpongeBob arriva con un carico di regali, tra cui uno contenente i "Ragazzi in lacrime", la boy band preferita della ragazza, tutto pagato con la carta di credito di Mr. Krab, dando così a Perla un ottimo sedicesimo compleanno.

## L'Isola del karate
SpongeBob riceve una videocassetta che gli annuncia di essere il nuovo re dell'Isola del karate. Sandy è scettica riguardo alla veridicità della cosa, e quindi viene con lui. Quando il maestro Udon proclama SpongeBob re dell'isola, la spugna si monta la testa infastidendo Sandy, che sta per andarsene. La nomina a re si rivela una truffa: Udon voleva infatti affibbiargli una multiproprietà. Sandy interviene in suo soccorso affrontando nemici strampalati e infine sconfigge il maestro buttandolo giù dal palazzo. Andando via dall'isola, SpongeBob si scuserà con la sua amica per essere stato così arrogante e antipatico. Il prossimo possibile "acquirente" si rivela essere Squiddi, capitato lì per caso.

## Non è tutto oro quel che luccica
Al Krusty Krab, un cliente ordina un "mega-Krabby Patty"; nel tentativo di rigirarlo, la spatola di SpongeBob si spezza. SpongeBob è disperato perché la diagnosi si rivela tragica. Su consiglio di Mr. Krab, SpongeBob cerca una spatola sostitutiva e acquista "Le Spatula", una spatola-robot dall'accento francese, che tuttavia non cucinerebbe mai in una cucina per "zotici" e, per prenderla, la spugna finisce per rinunciare a tutto. Le Spatula causa dei problemi a causa del suo stile troppo sofisticato per il locale, finendo con abbandonare SpongeBob, proprio come egli ha "abbandonato" la sua fedele spatola. Mr. Krab gli fa poi capire che le capacità di una spatola non si basano dalla cromatura o i bottoni colorati, e la spugna corre subito all'ospedale, ma è troppo tardi e la sua vecchia spatola, in infermeria, lo abbandona. SpongeBob, capendo come si è ridotto per disperazione e debolezza, si mette a piangere disperato fino al Krusty Krab, dove re-incontra la spatola. Ora tutto è tornato come prima e questa volta, quando SpongeBob riprova a rigirare il mega-Krabby Patty, gli si staccano le braccia.

## Il pozzo dei desideri
Mr. Krab vede un bambino che getta un soldino in un pozzo esprimendo un desiderio, e decide di far scavare un pozzo a SpongeBob e Squiddi dicendo di "credere nella magia" (anche se nemmeno lui ci crede). Tutti gli abitanti esprimono i desideri, quando a un certo punto SpongeBob, Patrick e Squiddi restano bloccati nel pozzo dopo esservici caduti dentro. SpongeBob, scavando più in profondità, trova la "magia" e i desideri di tutti si avverano. Mr. Krab, ancora scettico, dice sarcasticamente che desidera venire divorato da un cliente live-action, e la cosa si avvera.

## La svolta
Plankton si presenta fuori dal Chum Bucket dichiarando di volersi arrendere e di rinunciare alla ricerca della formula segreta del Krabby Patty. Trasforma il Chum Bucket in un emporio di articoli regalo, ma Mr. Krab non ci crede e gli distrugge il negozio. In seguito Krab si pente della sua azione e lo invita al Krusty Krab a bere una bibita. I due trascorrono del tempo insieme e infine Krab gli dà la ricetta dei Krabby Patty. Plankton ne è felice, ma, una volta arrivato al Chum Bucket, scopre che sul foglio datogli c'è scritto Gotcha! ("Beccato!").

## Il morbo della lumaca pazza
Squiddi è stufo che Gary continui a sporcargli il cortile, così lo tiene alla larga con paletti di legno affilati. A un certo punto, mentre Squiddi sgrida SpongeBob, Gary morde Squiddi sul sedere. Arriva Patrick, che è sconvolto quando scopre che Gary potrebbe avere contratto il "morbo della lumaca pazza" (evidente riferimento al morbo della mucca pazza), che trasformerebbe in zombie i contagiati. Presto Gary morde tutti quanti a Bikini Bottom, e gli abitanti cominciano a credere di essere diventati degli zombie e iniziano a comportarsi come tali, spaventando SpongeBob che si rifugia al Krusty Krab assieme a Mr. Krab e altri. Nonostante SpongeBob stesso venga morso da Gary, non vuole che gli altri facciano del male alla chiocciola. Tuttavia il dottor Gil Gilliam "S.D.E. + S.E." sfata il mito dell'esistenza di tale malattia: l'unica ragione per cui Gary è diventato aggressivo è perché aveva una scheggia di un paletto di Squiddi nella zampa.

## Una vacanza orribile
Mr. Krab riceve una lettera da un'associazione di cuochi che lo minaccia di dover pagare un salasso se SpongeBob non prenderà qualche giorno di vacanza dicendo una vacanza orribile. SpongeBob comincia perciò le ferie, ma non riesce a rilassarsi perché non riesce a non pensare al Krusty Krab. Le tenta tutte per rientrare, ma invano. Dopo che Krab lo porta in una foresta isolata, SpongeBob crede che Krab e Patrick (il suo sostituito) siano in combutta per mandarlo via, perciò, nascosto nella roccia di Patrick, lo atterrisce a morte e torna al Krusty Krab vestito da lui in tempo per la sua ripresa del lavoro.

## La moda delle parrucche
SpongeBob trova una parruccache è stata per aria in discarica e davanti al cimitero lugubre con l'olandese volante che urla fa un grido infinito lugubre. La moda delle parrucche altissima e ridicola. Tutti irridono la spugna per il copricapo, ma presto causerà una serie di problemi. Sandy convince infine SpongeBob a sbarazzarsene, cosa che fa, a malincuore. L'indomani, ironia della sorte, tutti gli abitanti indossano quel tipo di parrucca.

## Viaggio all'interno di Squiddi
Mentre SpongeBob e Patrick ballano scatenati a casa della spugna, Squiddi sta suonando il clarinetto e ingoia l'ancia dello strumento. I tre vanno alla cupola di Sandy, che opta per costruire un sottomarino, entrarvici dentro, rimpicciolirsi ed entrare nel corpo di Squiddi per rimuovere l'ancia. Lascia SpongeBob alla guardia del sottomarino mentre lei si assenta per far scorta di provviste, ma Patrick arriva e lo convince a entrare nel sottomarino, solo che per errore attivano il bottone di rimpicciolimento. Diventati minuscoli, saranno ora loro due a dover andare al posto di Sandy, che dà loro istruzioni dall'esterno. Nel frattempo Squiddi è stressato dall'idea di avere quelli che lui considera due babbei all'interno del suo corpo. Dopo alcuni contrattempi, SpongeBob e Patrick raggiungono il punto convenuto e, ballando scatenati come all'inizio dell'episodio, rimuovono l'ancia. Ora devono solo uscire dal corpo di Squiddi, ma Patrick schiaccia per errore il bottone d'ingrandimento e Squiddi si ritrova perciò, a fine puntata, con il sottomarino ingrandito in pancia.

## Un grosso equivoco
Patrick incontra un tizio che gli dice di "andarsene da quella città". Spaventato, va a casa di SpongeBob per fare i bagagli e se ne va piangendo. SpongeBob, poiché ha stilato un programma di attività da fare col suo amico, decide di camuffarlo perché possa rimanere a Bikini Bottom, facendolo vestire da donna e rinominandolo "Patricia". Per strada tutti perdono la testa per "la nuova ragazza": al Krusty Krab "Patricia" è contesa tra Mr. Krab e Squiddi, che insistono per conquistarla. Non facendocela più, e soprattutto all'arrivo al Krusty Krab del tizio di prima, Patrick rivela la messinscena sconvolgendo i suoi pretendenti. Alla fine il "killer" rivela l'equivoco e gli regala un dépliant per una vacanza.

## Lo scherzo della natura
Squiddi sta guardando uno spettacolo di jazz, ma non ci riesce perché SpongeBob e Patrick fanno molto chiasso. Fuggendo, viene coinvolto in una serie di incidenti, che lo fanno diventare un pezzo di cemento puzzolente. SpongeBob e Patrick lo ritrovano e se ne prendono cura credendo sia uno "scherzo della natura" e chiamandolo "Puzzino". Quando "Puzzino" aggredisce Patrick, l'ottusa stella di mare chiama gli accalappiatori ed essi lo rinchiudono allo zoo. Dopo l'iniziale volontà di riportarlo a casa, SpongeBob e Patrick lo fanno rimanere coi suoi simili, anche loro attratti dal jazz, che però rimangono delusi dalla scoperta che il nuovo arrivato era Squiddi per tutto il tempo.

## Abra cadabra
SpongeBob acquista un kit di magia di un certo "Mr. Magic", e crede di essere diventato un autentico mago. Quando prova i suoi nuovi "poteri" su Squiddi, un bambino getta sulla sua sdraio un cono gelato al pistacchio, così SpongeBob crede di aver trasformato Squiddi in un gelato. Non riesce a "ritrasformarlo" e si dispera. In seguito, assieme a Patrick, scopre che "Mr. Magic" è fasullo, e si dispera ulteriormente. Squiddi però ritorna e SpongeBob si rasserena. Quando tuttavia Patrick chiede al suo amico di trasformarlo in un barattolo di maionese, SpongeBob ci riesce.

## La patente della discordia
SpongeBob fallisce per la 58ª volta l'esame per la patente. Patrick, credendo che l'esame sia truccato, fa una prova lui stesso e inspiegabilmente lo passa, aggiudicandosi una barca nuova di zecca. Continua a vantarsi della cosa davanti a SpongeBob, già roso dall'invidia. Un giorno, mentre i due sono in giro con la barca, Patrick continua a stuzzicare SpongeBob che a un certo punto, innervosito oltre ogni dire, gli riduce la patente a brandelli e la getta per strada. Patrick sta per essere condannato per la cosa, ma SpongeBob si sacrifica per l'amico e, una volta rilasciato, va in giro con Patrick, che lo porta sulle spalle.

## Re per un giorno
Patrick scopre di essere il nuovo erede del re, assumendone perciò i poteri. Convinto di poter fare tutto quello che vuole in virtù del suo potere, Patrick diventa un tiranno e inizia a prendere tutti i più cari oggetti degli abitanti, ma quando si guarda allo specchio e vede sé stesso in versione mostruosa, restituisce la corona, che viene data a Gary.

## Nati per essere selvaggi
SpongeBob incontra dei motociclisti per strada, e pensa che siano i temuti "Wild Ones" ("i Selvaggi"). Patrick propone di diventare a loro volta tipi tosti, e così fanno. Squiddi dà l'allarme a tutto il Krusty Krab e implora pietà dai motociclisti, però si scopre che in realtà quei motociclisti sono dei vecchi decrepiti e si chiamano i "Mild Ones" ("i Docili"). A fine puntata Squiddi se ne va con loro.

## Nemici amici
Mr. Krab nota che la clientela è diminuita a causa dell'arrivo di una nuova bibita, il "Kelpshake". Per una volta Plankton e Krab, poiché la novità rovina gli affari di entrambi, collaboreranno per analizzarne la ricetta. I due berranno la bibita, ma, essendo l'alga infetta, diverranno pelosi e torneranno ai cari vecchi tempi di rivalità.

## Il furto del retino per meduse
SpongeBob, per la stagione di migrazione delle meduse, si arma di un retino professionale tecnologico, che Patrick vorrebbe avere. Quando il giorno dopo il retino scompare, SpongeBob accusa Patrick di averglielo rubato; le prova tutte per far "confessare" Patrick, ma ottiene solo di farlo rimanere male e farlo partire via. Sul pullman, viene rivelato che SpongeBob aveva solo dimenticato il retino e poi lui, per riappacificarsi con Patrick, glielo regala.

## Squiddi in miniatura
SpongeBob vuole giocare con Squiddi, ma questi lo respinge di continuo. Allora SpongeBob crea un burattino da ventriloquo dalle fattezze del polpo, chiamandolo "Mini-Squiddi". Presto il burattino ha addirittura più successo dello Squiddi originale, che arriva quindi a odiarlo e a distruggerlo. Persino un assistente di teatro farà esibire il Mini-Squiddi al posto suo. Squiddi si deprime vedendo sfumare i propri sogni di gloria, mentre SpongeBob crea un altro burattino: Mini-SpongeBob.

## Il più bel giorno della mia vita
SpongeBob si sveglia carico di buonumore per via di tutti i programmi stilati per il "più bel giorno della sua vita". Sfortunatamente, però, gli saltano tutti i programmi a causa di una serie di intoppi. Deciso a non lasciarsi sfuggire l'ultimo, assistere al concerto di Squiddi, SpongeBob prova varie strategie per entrare, finché il controllore non si accorge che è l'ospite speciale e lo lascia entrare, però lo spettacolo è già finito. SpongeBob è deluso dall'esito della giornata, ma Patrick e tutti gli altri lo consolano dicendogli che nel frattempo è stato per loro di grande aiuto e, sempre per loro, il giorno più bello del mondo. Pertanto, come ringraziamento, organizzano uno spettacolo a tema, rendendo felice SpongeBob.

## La festa del migliore amico
SpongeBob e Patrick celebrano la festa del migliore amico, e quest'ultimo regala all'amico una gomma da masticare gigantesca e disgustosa. SpongeBob finge di apprezzarla, ma in verità la considera orrenda. Tenta in ogni modo di disfarsene, ma ci rimane ingarbugliato e presto anche Squiddi e Sandy. Patrick tuttavia li libera masticando la gomma, poi fa un pallone così grande che esplode ricoprendo la città.